# داکوتا سیتی (آیووا)
داکوتا سیتی (به انگلیسی: Dakota City) شهری در ایالت آیووا کشور ایالات متحده آمریکا است که جمعیت آن در سرشماری سال ۲۰۱۰ میلادی، ۸۴۳ نفر بوده‌است.